# 담양 송진우 고택
담양 송진우 고택(潭陽 宋鎭禹 古宅)은 대한민국 전라남도 담양군 금성면 대곡리에 있는 대한제국시대의 건축물이다. 2005년 12월 27일 전라남도의 문화재자료 제260호로 지정되었다.

## 개요
이 가옥은 고하 송진우(1890-1945)의 성장했던 곳으로 한말 호남의병의 영수인 성재 기삼연이 1차 의병을 일으켰다가 조정의 해산조치에 반항하여 체포된 후 감옥에서 탈출하여 은거했던 곳이다. 이곳에서 기삼연은 송진우를 교육하였고 후일의 의병활동을 구상하여 한말의병의 중핵인 3차의병의 중심역을 했던 호남의병을 일으킬 수 있게 하였다.
송진우는 항일운동과 교육활동, 그리고 해방 전의 활동이 국가 민족에게 공헌한 바 컸으므로 1963년 3월 1일에 건국 공로훈장이 추서되었다. 현대 민족사에 있어서 중요한 위치를 차지한 고하 송진우의 고택으로 성장지이며 한말의병이 총수인 기삼연의 은신처요 강학 현장으로서 근대문화유산으로 가치가 있다.
담양 금성면 대곡리는 신평송씨 세거지로 조선후기에 입향하였고, 이 가옥은 안채와 사랑채 겸 문간채, 곡간채 등 3동으로 구성되어 있다. 안채는 조선말기 지어진 것으로 알려져 있으며, 문간채 겸 사랑채는 전남 지방에서는 보기 드문 구조의 건조물이나 모두 1970년대 대대적인 보수로 변형되었던 것을 2008년 옛 모습을 살려 초가 지붕으로 복원하여 현재에 이르고 있다.

## 같이 보기
- 기삼연
- 송진우

## 참고 문헌
- 담양송진우고택 - 국가유산청 국가유산포털